# Względny współczynnik efektywności
Względny współczynnik efektywności dotyczy materiałów wybuchowych, określa on moc względem jednego kilograma trotylu. Przykładowo jeśli mamy 1 kilogram oktanitrokubanu, którego współczynnik efektywności wynosi 2.38, oznacza to że by uzyskać podobną moc wybuchu przy użyciu trotylu należy użyć go 2,38 kilograma.
Przykładowe współczynniki efektywności to:
1. Azotan amonu[1] 0,42
2. ANFO[1] 0,74
3. ANNMAL 0,87
4. Trotyl[2] 1
5. Semtex 1A 1,33
6. C4 1,34
7. Oktogen 1,70
8. Oktanitrokuban 2,38

Współczynniki efektywności dla najsilniejszych broni nuklearnych i konwencjonalnych:
1. MOAB 1,13
2. FOAB 4,83
3. Car Bomba 2100000
4. Bomba B41 5100000